# فهرست پرچم‌های عراق
فهرست پرچم‌های عراق در زیر آورده شده‌است:

## پرچم‌های ملی و دولتی
| پرچم | تاریخ        | استفاده                     | تناسب |
| ---- | ------------ | --------------------------- | ----- |
|      | ۲۰۰۸ تا کنون | پرچم غیرنظامی، دولتی و نشان | ۲:۳   |

## پرچم‌های تاریخی
| پرچم | تاریخ     | استفاده                                                        | تناسب |
| ---- | --------- | -------------------------------------------------------------- | ----- |
|      | ۲۰۰۴—۲۰۰۸ | پرچم ملی جمهوری عراق                                           | ۲:۳   |
|      | ۱۹۹۱—۲۰۰۴ | پرچم ملی جمهوری عراق (دوران صدام حسین)                         | ۲:۳   |
|      | ۱۹۶۳—۱۹۹۱ | پرچم ملی جمهوری عراق                                           | ۲:۳   |
|      | ۱۹۵۹—۱۹۶۳ | پرچم ملی جمهوری عراق                                           | ۱:۲   |
|      | ۱۹۵۸      | فدراسیون عرب (اتحاد عراق و اردن)                               | ۱:۲   |
|      | ۱۹۳۰–۱۹۵۸ | پادشاهی عراق                                                   | ۱:۲   |
|      | ۱۹۲۱—۱۹۵۸ | عراق تحت قیمومیت بریتانیا (۱۹۲۱–۱۹۳۲) پادشاهی عراق (۱۹۳۲–۱۹۵۸) | ۱:۲   |

## پرچم‌های پیشنهادی
| پرچم | تاریخ            | استفاده                        | تناسب |
| ---- | ---------------- | ------------------------------ | ----- |
|      | هرگز استفاده نشد | پرچم پیشنهادی سال ۲۰۰۴         | ۲:۳   |
|      | هرگز استفاده نشد | طرح پیشنهادی اولیه در سال ۲۰۰۸ | ۲:۳   |
|      | هرگز استفاده نشد | طرح پیشنهادی دوم در سال ۲۰۰۸   | ۲:۳   |

## پرچم‌های اقلیمی
| پرچم | تاریخ | استفاده      | تناسب |
| ---- | ----- | ------------ | ----- |
|      |       | کردستان عراق | ۲:۳   |